# Drulingen
Drulingen je občina v departmaju Bas-Rhin francoske regije Alzacija.
Leta 1990 je v občini živelo 1 466 oseb oz. 327 oseb/km².